# Pascal Siakam
Pascal Siakam (Douala, 2 aprile 1994) è un cestista camerunese, di ruolo ala grande, professionista nella NBA con gli Indiana Pacers.

## Caratteristiche tecniche
In carriera Siakam ha attraversato una piena evoluzione, passando dall'aggregarsi a Kawhi Leonard nella vittoria dell'anello nel 2019, a un assumersi le piene responsabilità della squadra negli anni successivi. È diventato un buon gestore di palla e attaccante di fascia media, oltre che un buon difensore. Siakam è efficiente su entrambi i fronti, rapido nelle ripartenze, dal rubare palla a metterla al canestro.

## Biografia
Dopo avere giocato a calcio, iniziò a giocare a pallacanestro all'età di 16 anni. Ha frequentato il seminario che abbandonò per trasferirsi negli Stati Uniti, su consiglio di Luc Mbah a Moute, per perfezionarsi in questo sport.

## Carriera

### NBA

#### Toronto Raptors (2016-)
Si rese eleggibile per il Draft NBA 2016, che si svolse al Barclays Center di Brooklyn il 23 giugno, durante il quale venne scelto con la ventisettesima scelta assoluta dai Toronto Raptors.
Fu subito titolare nei Raptors con cui esordì alla prima partita della stagione contro i Detroit Pistons vinta dai canadesi per 109-91. Nonostante avesse fornito delle ottime prestazioni con i canadesi, in gennaio perse il posto da titolare in favore di Patrick Patterson prima, e di Serge Ibaka poi (quest'ultimo arrivò in febbraio durante la trade dead-line e lo aveva conosciuto nel 2012 alla manifestazione basketball whitout borders). Da lì in poi giocò molto poco, venendo prestato anche ai Raptors 905 in D-League; con questi ha vinto la D-League nella finale per 122-96 contro i Rio Grande Valley Vipers (serie vinta 2-1) e fu l'MVP delle finali.
Nella stagione successiva il suo spazio con i canadesi fu maggiore, tanto che disputò 81 partite, migliorando l'offensive rating dei Raptors quando era campo.

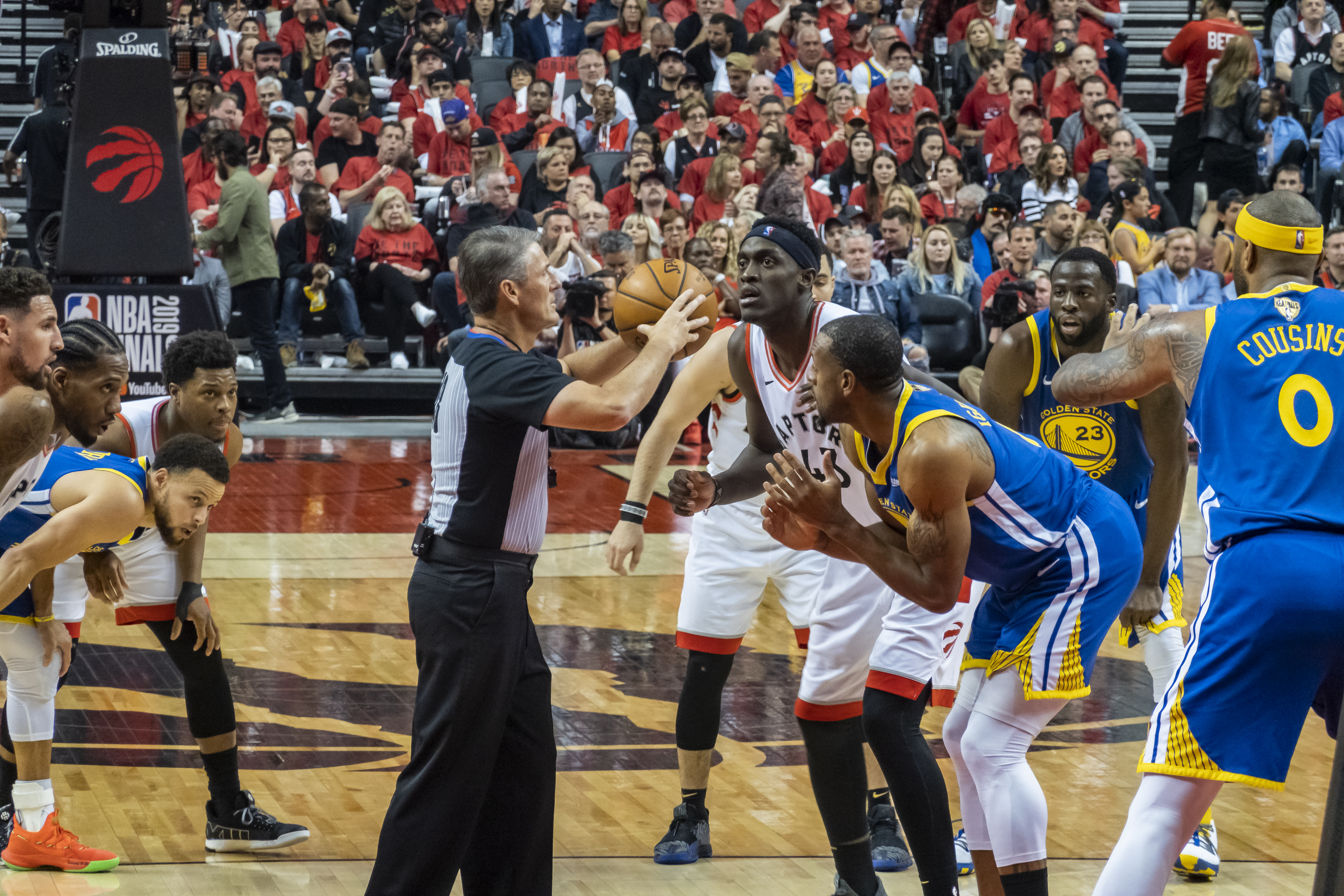
Siakam (canotta bianca al centro) durante le NBA Finals 2019

Con l'arrivo di Nick Nurse in panchina l'anno dopo al posto di Dwane Casey Siakam diventa titolare della squadra disputando 80 partite partendo titolare 79 volte e ricambiando con ottime prestazioni. Per quanto riguarda la stagione regolare c'è da segnalare il primo buzzer beater segnato in carriera contro i Phoenix Suns. Nei playoffs invece dà il suo contributo alla squadra per raggiungere le prime finali NBA della sua storia. E in gara-1 proprio Siakam si rende protagonista di una grande prestazione segnando 32 punti (conditi anche da 8 assist e 5 rimbalzi) contro i Golden State Warriors nel sorprendente successo per 118-109 della sua squadra. Anche grazie alle sue buone prestazioni la squadra riesce a vincere il primo anello della sua storia in 6 gare. La settimana successiva ha vinto il premio di MIP, diventando così il primo a vincere nella stessa stagione l'anello e il MIP.
L'anno successivo rinnova il 19 ottobre 2019 per 4 anni a 130 milioni di dollari complessivi. Pochi giorni dopo debutta in regular season contro i New Orleans Pelicans, aiutando la squadra a vincere all'overtime (130-122 per i canadesi il risultato finale) con una prestazione da 34 punti, 18 rimbalzi e 5 assist.

## Statistiche
| † | Denota una stagione in cui ha vinto il titolo |
| * | Primo nella lega                              |

### NCAA
| Anno      | Squadra           | PG | PT | MP   | TC%  | 3P%  | TL%  | RP   | AP  | PRP | SP  | PP   |
| --------- | ----------------- | -- | -- | ---- | ---- | ---- | ---- | ---- | --- | --- | --- | ---- |
| 2014-2015 | N.M. State Aggies | 34 | 27 | 30,8 | 57,2 | 0,0  | 75,9 | 7,7  | 1,3 | 0,8 | 1,8 | 12,8 |
| 2015-2016 | N.M. State Aggies | 34 | 34 | 34,6 | 53,8 | 20,0 | 67,8 | 11,6 | 1,7 | 1,0 | 2,2 | 20,2 |
| Carriera  | Carriera          | 68 | 61 | 32,7 | 55,1 | 17,6 | 71,1 | 9,7  | 1,5 | 0,9 | 2,0 | 16,5 |

#### Massimi in carriera
- Massimo di punti: 35 (2 volte)[16]
- Massimo di rimbalzi: 23 vs Texas-El Paso (2 dicembre 2015)
- Massimo di assist: 6 vs California-Irvine (2 gennaio 2016)
- Massimo di palle rubate: 4 (3 volte)
- Massimo di stoppate: 7 vs California State-Bakersfield (18 febbraio 2016)
- Massimo di minuti giocati: 43 vs Air Force (28 novembre 2015)

### NBA

#### Regular Season
| Anno       | Squadra         | PG  | PT  | MP    | TC%  | 3P%  | TL%  | RP  | AP  | PRP | SP  | PP   |
| ---------- | --------------- | --- | --- | ----- | ---- | ---- | ---- | --- | --- | --- | --- | ---- |
| 2016-2017  | Toronto Raptors | 55  | 38  | 15,6  | 50,2 | 14,3 | 68,8 | 3,4 | 0,3 | 0,5 | 0,8 | 4,2  |
| 2017-2018  | Toronto Raptors | 81  | 5   | 20,7  | 50,8 | 22,0 | 62,1 | 4,5 | 2,0 | 0,8 | 0,5 | 7,3  |
| 2018-2019† | Toronto Raptors | 80  | 79  | 31,9  | 54,9 | 36,9 | 78,5 | 6,9 | 3,1 | 0,9 | 0,7 | 16,9 |
| 2019-2020  | Toronto Raptors | 60  | 60  | 35,2  | 45,3 | 35,9 | 79,2 | 7,3 | 3,5 | 1,0 | 0,9 | 22,9 |
| 2020-2021  | Toronto Raptors | 56  | 56  | 35,8  | 45,5 | 29,7 | 82,7 | 7,2 | 4,5 | 1,1 | 0,7 | 21,4 |
| 2021-2022  | Toronto Raptors | 68  | 68  | 37,9* | 49,4 | 34,4 | 74,9 | 8,5 | 5,3 | 1,3 | 0,6 | 22,8 |
| 2022-2023  | Toronto Raptors | 71  | 71  | 37,4* | 48,0 | 32,4 | 77,4 | 7,8 | 5,8 | 0,9 | 0,5 | 24,2 |
| 2023-2024  | Toronto Raptors | 39  | 39  | 34,7  | 52,2 | 31,7 | 75,8 | 6,3 | 4,9 | 0,8 | 0,3 | 22,2 |
| 2023-2024  | Indiana Pacers  | 41  | 41  | 31,8  | 54,9 | 38,6 | 69,9 | 7,8 | 3,7 | 0,8 | 0,4 | 21,3 |
| 2024-2025  | Indiana Pacers  | 78  | 78  | 32,7  | 51,9 | 38,9 | 73,4 | 6,9 | 3,4 | 0,9 | 0,5 | 20,2 |
| Carriera   | Carriera        | 629 | 535 | 31,2  | 49,9 | 33,9 | 76,3 | 6,7 | 3,6 | 0,9 | 0,6 | 18,0 |
| All-Star   | All-Star        | 2   | 1   | 16,5  | 72,2 | 0,0  | 50,0 | 6,5 | 2,0 | 0,5 | 0,0 | 13,5 |

#### Play-off
| Anno     | Squadra         | PG | PT | MP   | TC%  | 3P%  | TL%  | RP  | AP  | PRP | SP  | PP   |
| -------- | --------------- | -- | -- | ---- | ---- | ---- | ---- | --- | --- | --- | --- | ---- |
| 2017     | Toronto Raptors | 2  | 0  | 5,0  | 0,0  | 0,0  | -    | 1,5 | 0,5 | 0,5 | 0,0 | 0,0  |
| 2018     | Toronto Raptors | 10 | 0  | 17,9 | 61,0 | 75,0 | 65,0 | 3,6 | 0,8 | 0,1 | 0,6 | 6,6  |
| 2019†    | Toronto Raptors | 23 | 23 | 36,7 | 46,4 | 26,5 | 75,9 | 7,0 | 2,7 | 1,0 | 0,7 | 18,7 |
| 2020     | Toronto Raptors | 11 | 11 | 38,0 | 39,6 | 18,9 | 71,7 | 7,5 | 3,8 | 1,1 | 0,4 | 17,0 |
| 2022     | Toronto Raptors | 6  | 6  | 43,3 | 47,7 | 23,5 | 86,1 | 7,2 | 5,8 | 1,2 | 1,0 | 22,8 |
| 2024     | Indiana Pacers  | 17 | 17 | 35,5 | 54,1 | 29,8 | 61,9 | 7,5 | 3,8 | 0,8 | 0,4 | 21,6 |
| 2025     | Indiana Pacers  | 23 | 23 | 33,5 | 51,3 | 42,7 | 71,3 | 6,3 | 3,4 | 1,2 | 0,7 | 20,5 |
| Carriera | Carriera        | 93 | 81 | 33,7 | 49,0 | 30,9 | 71,9 | 6,6 | 3,2 | 0,9 | 0,6 | 18,1 |

#### Massimi in carriera
- Massimo di punti: 52 vs New York Knicks (21 dicembre 2022)[17]
- Massimo di rimbalzi: 19 (2 volte)
- Massimo di assist: 13 (2 volte)
- Massimo di palle rubate: 5 (2 volte)
- Massimo di stoppate: 4 (5 volte)
- Massimo di minuti giocati: 57 vs Miami Heat (29 gennaio 2022)

### G League
| Anno       | Squadra     | PG | PT | MP   | TC%  | 3P%  | TL%  | RP  | AP  | PRP | SP  | PP   |
| ---------- | ----------- | -- | -- | ---- | ---- | ---- | ---- | --- | --- | --- | --- | ---- |
| 2016-2017† | Raptors 905 | 5  | 5  | 29,0 | 54,5 | 50,0 | 65,0 | 8,6 | 2,6 | 2,2 | 1,6 | 18,2 |
| Carriera   | Carriera    | 5  | 5  | 29,0 | 54,5 | 50,0 | 65,0 | 8,6 | 2,6 | 2,2 | 1,6 | 18,2 |

## Palmarès
- Campione NBA D-League (2017)
- NBDL Finals MVP (2017)
- Campionato NBA: 1

Toronto Raptors: 2019
- NBA Eastern Conference Finals MVP: 1

2025
- NBA Most Improved Player (2019)
- Convocazioni all'All-Star Game: (2020, 2023,2025)
- All-NBA Team : 2

Second Team: 2020
Third Team: 2022